# Вышгородская улица
Вы́шгородская улица расположена в Оболонском и Подольском районах города Киева, местности Ветряные горы, Приорка, Кинь-Грусть, Куренёвка. Пролегает от Резервной и Белицкой улиц до площади Тараса Шевченко.
Примыкают Вышгородский путепровод, улицы Казанская, Боровиковского, Мостицкая, Попова, Мукачевская, проспект «Правды», улицы Ярослава Ивашкевича, Запа́динская, Приорская, Дубровицкая, Осиповского, Берестецкая, Красицкого, Автозаводский переулок, улицы Кобзарская, Навашина, Сошенко и Полярная.

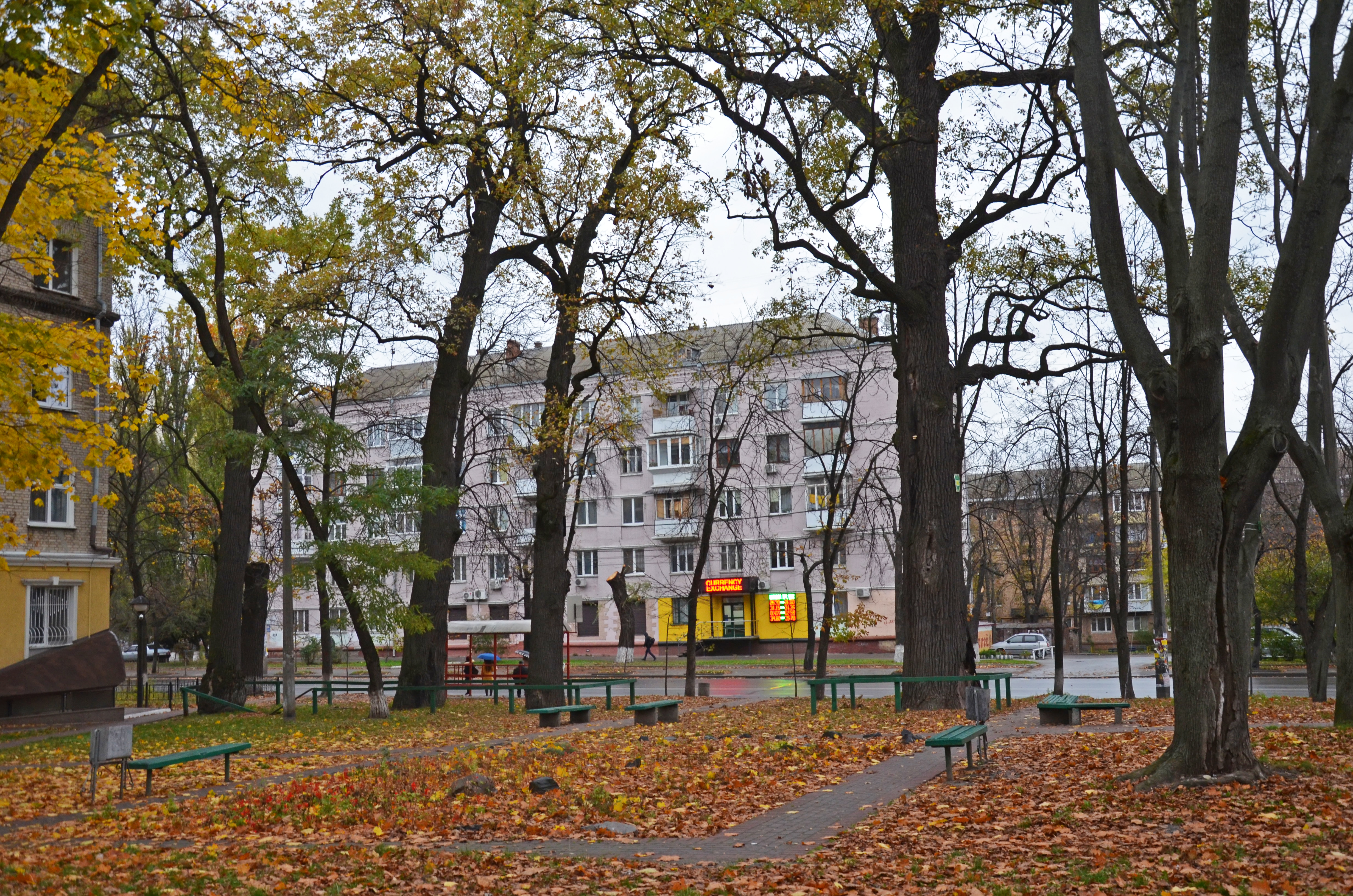
Памятник природы — вековые дубы на Вышгородской улице

Протяжённость 2,8 км.

## История
Возникла в середине XIX столетия как наследница известной ещё с Х столетия дороги из Киева до Вышгорода. В 1939 году часть Вышгородской улицы от Петропавловской площади до Белицкой улицы была присоединена к улице Фрунзе (теперь Кирилловская). По проезжей части улицы проходит граница Подольского и Оболонского районов.

## Важные учреждения
В парк «Берёзовая роща» (Вышгородская улица, 5) находится хата на Приорке, где в августе 1859 года жил Тарас Шевченко.
В учебном комплексе по адресу Вышгородская, 19 уже 85 лет работает юношеский исследовательский центр (в прошлом — Республиканская станция юных натуралистов, сегодня это — Национальный эколого-натуралистический центр учащейся молодёжи Министерства образования и науки Украины.
- Институт туризма Федерации профсоюзов Украины (дом № 12);
- Институт геронтологии АМН Украины (дом № 67);
- Институт генетической и регенеративной медицины Академии медицинских наук Украины (дом № 67)
- Народный музей хлеба

## Транспорт
- Автобусы 32, 72
- Троллейбусы 6, 18, 25, 33
- Трамваи 11, 12, 16, 19 (в начале); 12, 19, 17 (в конце)
- Маршрутки 180, 478
- Железнодорожная станция Вышгородская

## Почтовые индексы
04074, 04114, 04201

## Географические координаты
координаты начала 50°29′47″ с. ш. 30°27′24″ в. д.
координаты конца 50°31′14″ с. ш. 30°26′57″ в. д.